# Der Palmweintrinker
Der Palmweintrinker, Originaltitel The Palm-Wine Drinkard, war der in den 1940ern verfasste und 1952 veröffentlichte Erstlingsroman des nigerianischen Autors Amos Tutuola. Die auf Motiven aus Volksgeschichten der Yoruba basierende Geschichte wurde im lokal gebräuchlichen Englisch (Yoruba English oder auch Pidgin English) verfasst. Das Werk wurde zur Zeit der Veröffentlichung sowohl in der westlichen Welt als auch in Nigeria teils begeistert, teils kritisch aufgenommen. Mit der Zeit wurde es als einer der wichtigsten Texte der afrikanischen zeitgenössischen Literatur erkannt und in zahlreiche Sprachen übersetzt, darunter auch ins Deutsche (1955 unter dem Titel Der Palmweintrinker. Ein Märchen von der Goldküste bei Wolfgang Rothe, Heidelberg).

## Geschichte
Der namenlose und reiche Ich-Erzähler liebt es, Palmwein zu trinken, ein in Westafrika verbreitetes, aus dem fermentierten Saft des Palmbaumes hergestelltes Getränk. Als sein überaus talentierter Palmweinzapfer stirbt, beschließt der Erzähler, in die Totenstadt zu gehen und zu versuchen, den Zapfer aus dem Reich der Toten zurückzuholen. Auf der Reise begegnet er vielen Geistern sowie anderen übernatürlichen Wesen und erlebt zahlreiche Abenteuer. Unter anderem begegnet er einer Frau, die, weil sie sich nicht verheiraten will, Ehefrau eines hüpfenden Schädels wird; den drei göttlichen Wesen Trommel, Tanz und Gesang; und erfährt, warum Himmel und Erde sich trennen mussten.

## Reaktionen
Die Erstveröffentlichung in der westlichen Welt durch Faber and Faber wurde breit besprochen. 1975 veröffentlichte der Afrikanist und Literaturhistoriker Bernth Lindfors eine Anthologie, die alle bis dahin veröffentlichten Kritiken der Werke Tutuolas versammelte. Eine der ersten Kritiken verfasste Dylan Thomas, der begeistert schrieb „Eine verhexende Geschichte, eine großartige, teuflische Erzählung“, verfasst in einem „jungen Englisch“.
Andere frühe Kritiker beschrieben das Werk dagegen als „primitiv“ oder „naiv“. Die New York Times Book Review erklärte, Tutuolas Welt hätte „keinerlei Verbindung zum europäischen Rationalismus und zu den christlichen Traditionen“, und nannte den Autor einen „echten Wilden“, der in einem „nicht bewusst gewollten Stil“ schrieb.
Aufgrund solcher Kritiken sahen manche afrikanische Intellektuelle das Werk als für ihre Sache negativ an; sie fürchteten, der Roman würde die negative rassistische Sicht des Westens auf Afrika erhärten oder bestätigen. Andere fanden, Tutuola hätte einfach Volksgeschichten der Yoruba nacherzählt. Erst später wurde das Werk als eigenständig angesehen, als eine neue literarische Form.
Die deutsche Übersetzung erschien 1955; Siegfried Lenz schrieb zu dem Werk: „Man sollte selbst lesen und staunen und sich wundern ohne Ende. Es ist ein modernes und uraltes Märchen zugleich, alles hat in ihm Eingang gefunden mit einer bezaubernden Selbstverständlichkeit: die Gefährdung des Daseins, seine Schätze und sein Schauder, seine Milch und seine Magie“.

## Ausgaben
Das Werk wurde bisher in 13 Sprachen übersetzt.
Erstausgabe
- The Palmwinedrinkard and His Dead Palm-Wine Tapster in the Dead’s Town. Faber & Faber, London 1952, ISBN 0-571-04996-6.

Deutsche Ausgabe
- Der Palmweintrinker. Ein Märchen von der Goldküste. Mit einem Nachwort von Janheinz Jahn. Deutsch von Walter Hilsbecher. Rothe, Wiesbaden 1955. (Hiervon erschienen mehrere Lizenzausgaben).